# Michael Pilarczyk
Michał George (Michael) Pilarczyk (Gdynia (Polen), 18 oktober 1969) is een Pools-Nederlands ondernemer, schrijver en voormalig radio-dj. Hij verwierf bekendheid door zijn radioprogramma's op Radio 538. En later als schrijver van boeken als Master Your Mindset.

## Biografie
Pilarczyk werd in Polen geboren maar groeide op in Zoetermeer. Na het voortgezet onderwijs studeerde hij twee jaar journalistiek in Utrecht. In 1990 volgde hij de cursus radiobroadcasting & marketing aan de Universiteit van Californië - Los Angeles (UCLA) in San Diego (Californië).
Vanaf september 1988 tot en met september 1992 was hij "station-voice" van de tv-uitzendingen van het publieke Veronica. Van medio mei tot en met 31 oktober 1992 was hij dj bij Veronica (Muziek terwijl u werkt, Goud van Oud, Oh, wat een nacht, Ook Goeiemorgen) op Radio 2 en Radio 3.
In oktober 1992 was Pilarczyk betrokken bij de oprichting van Radio 538, het commerciële radiostation van Lex Harding en Erik de Zwart. Na de laatste uitzendingen bij Veronica op Radio 3 op zaterdag 31 oktober 1992, stapte Pilarczyk over naar het net opgerichte Radio 538 met een deel van het Veronica Radio 3-dj-team (Erik de Zwart, Wessel van Diepen en Veronica radio directeur Lex Harding). Pilarczyk presenteerde het allereerste programma van Radio 538 en draaide de eerste plaat op vrijdagavond 11 december 1992: "An Everlasting Love". Hij presenteerde onder andere Club 538, Mikey Mike in de middag, Goud waar je van Houdt, The Jungle en de Piepshow. Hij was een van de vj's van videoclipzender TMF. Begin 1999 stopte hij bij Radio 538 en TMF.
In de tweede helft van de jaren negentig produceerde Pilarczyk dansmuziek (onder de pseudoniemen Dubrowski en Twinkels), met als grootste commerciële succes de act Lipstick. Hij produceerde remixes voor onder andere 2 Brothers on the 4th Floor en Twenty 4 Seven.
Pilarczyk maakte de overstap naar Endemol en presenteerde tv-programma's voor de RTL Group, waar hij tevens voor de radiozender Yorin FM werkte. Bij Veronica/Yorin werd hij ook tv-presentator van programma's als De Digitale Revolutie en RTL Autowereld. Deze werden door zijn eigen productiemaatschappij PMG geproduceerd. Naast televisieproducent was Pilarczyk ook nog regelmatig te horen bij het 'nieuwe' Radio Veronica (80's & 90's Hits). Als voice-over was de stem van Michael Pilarczyk te horen in radio- en tv-commercials.
Pilarczyk was oprichter en eigenaar van een aantal productiebedrijven, waaronder Futuractive Communication Network, reclamebureau Carmichael & Pilarczyk en de televisieproductiemaatschappij Pilarczyk Mediagroep (PMGTV), die programma's voor RTL Nederland produceert, waaronder RTL Autowereld, Gek op Wielen, Stapel op Auto's, RTL Transportwereld, RTL Wintersport, de World Solar Challenge en Wielerland. 
In november 2007 werden Carmichael & Pilarczyk en Pilarczyk Mediagroep verkocht aan Telegraaf Media Nederland.
Sinds 2009 is Pilarczyk niet meer  te horen op de radio.
Pilarczyk produceerde twee films over de zeiltocht rond de wereld van zeezeiler Henk de Velde tijdens zijn Never Ending Voyage. Van 2010 tot en met 2013 maakte Pilarczyk zelf een zeilreis langs alle kusten van Europa. In deze periode schreef hij zijn debuutroman Dansen in de hemel, die in 2014 werd uitgebracht.
In 2015 richtte Pilarczyk samen met Cindy Koeman de Mastermind Academy op, een educatieve instelling voor levenskunst en persoonlijk succes. In 2016 vertaalde en bewerkte hij Think and Grow Rich van Napoleon Hill (1937). Datzelfde jaar publiceerde Pilarczyk ook het boek Master Your Mindset. Pilarczyk is medeoprichter van Meditation Moments, een meditatie-app, die in 2018 het licht zag.
Op 16 augustus 2022 zijn Michael en Cindy getrouwd. 
In 2022, 2023 en 2024 speelde Pilarczyk 100 voorstellingen van zijn theaterprogramma Rust In Je Hoofd, waarvoor hij een Gouden Theater Award ontving.  
Het boek Master Your Mindset werd door de stichting CPNB genomineerd voor de NS Publieksprijs 2022.  
Van Master Your Mindset zijn in juni 2023 meer dan 200.000 exemplaren verkocht via de Nederlandse boekhandel. Door de stichting CPBN werd deze bestseller bekroond met een Gouden Boek. 
In februari 2024 verscheen Design Your Own Life. Een boek speciaal voor jongeren, dat direct op nummer één binnenkwam in De Bestseller 60.

## Bestseller 60
| Boeken met noteringen in de Nederlandse Bestseller 60 | Jaar van verschijnen | Datum van binnenkomst | Hoogste positie | Aantal weken | Opmerkingen |
| ----------------------------------------------------- | -------------------- | --------------------- | --------------- | ------------ | ----------- |
| Dansen in de hemel                                    | 2014                 | 04-06-2014            | 14              | 18           |             |
| Master Your Mindset                                   | 2016                 | 16-11-2016            | 3               | 236*         |             |
| Je bent zoals je denkt                                | 2021                 | 21-07-2021            | 1(1wk)          | 39           |             |
| Design Your Own Life                                  | 2024                 | 28-02-2024            | 1(1wk)          | 46           |             |